# Sophrops konishii
Sophrops konishii är en skalbaggsart som beskrevs av Shuhei Nomura 1970. Sophrops konishii ingår i släktet Sophrops och familjen Melolonthidae. Utöver nominatformen finns också underarten S. k. yonaguniensis.